# キング&クイーン (音楽ユニット)
キング&クイーン (KING & QUEEN) は、デイブ・ロジャース率いる A-BEAT C レーベルにおいて初期から（正確にはA-BEAT C 傘下のサブレーベル DOUBLEレーベル）活躍、時代とともにボーカリストの編成が変わりながらも活動し続けているイタリアの女性ユニットである。

## 概要
デビュー曲は『KING AND QUEEN』。日本にかつて存在したディスコと同名のタイトルだが、実際にそれをテーマとした詞の内容となっており、楽曲解説においてディスコ『KING & QUEEN』のテーマ曲として扱われる事も少なくない。アーティストネームの由来もここからきている。A-BEAT C制作陣が日本市場の調査のため来日、視察を経て生まれた楽曲としては最初期のものである。
3作目である『HE-HEY DANCIN'』はサビの歌詞に「MAHARAJA（日本のディスコと同名）」が使われたり、サビ終盤の展開が『KING AND QUEEN』のそれを彷彿させるものとなっており、デビュー作同様、日本のダンスシーンを完全意識した作品に仕上がっている。同様に次作である『PARA PARA』においても第2次ユーロビートブームに照準を合わせたつくりとなっており、当時の代表的な人気曲としてリスナーの支持を得るとともにヒットメーカーの地位を確立した。
SUPER EUROBEAT VOL.46のリクエストカウントダウンでは当時リリースされていた3曲全てがランクイン、また、VOL.60のリクエストカウントダウンで『SEASON (LOVING NOW)』が1位を獲得するなど人気を博した。しかし近年ではリクエストカウントダウン企画においても初期の楽曲がランクインする程度に留まっている。

## 公式発表楽曲
収録CDについては、Extended版及びEdit版（VOL.64以降のSUPER EUROBEATシリーズ）初収録分のみ記載。
KING AND QUEEN (1991, DOUB-1002)
Saturday Night Version(『SUPER EUROBEAT VOL.18』収録)とFriday Night Version(『MAHARAJA NIGHT HI-NRG REVOLUTION VOL.1』収録)の2ヴァージョンがある。その他リミックスも複数制作された。（リミックスも含め）極めて初期のSaturday～版のみサビの歌詞が若干違うが、アルバム『SEASON』収録版はFriday～版の歌詞となっている。日本ではdreamがカヴァーしている。
TURBO LOVER (1992, DOUB-1005)
『SUPER EUROBEAT VOL.23』収録。
HE-HEY DANCIN' (1993, DOUB-1012)
『SUPER EUROBEAT VOL.38』収録。この作品からALESSANDRA MIRKA GATTI（DOMINO）が参加。リミックスも制作された。東京マハラジャをテーマとしている。
PARA PARA (1994, DOUB-1014)
『SUPER EUROBEAT VOL.49』収録。パラパラをテーマとした楽曲はSEBシリーズとしては初。リミックスも複数制作された。また、同曲発表後、他のユーロビート系レーベルにも「パラパラ」タイトルの楽曲が登場した（『PARA PARA PARA NIGHT / FRANK TORPEDO』等）。
YA YA YA (1994, DOUB-1015)
V6がファーストライブ(VHS)「Live for the People」内でComing Centuryがカヴァーしている。但し、CDシングル化はされていない。『MAHARAJA NIGHT HI-NRG REVOLUTION VOL.13』収録。
LOVING NOW(1995, DOUB-1017 B面)
『J-EURO オリジナルコレクション』収録。『SEASON / VERONICA SALES』の別ヴァージョンという扱いからか『SEASON (LOVING NOW)』に曲名が変更されており、歌詞が違う（SEASONという単語は一切出てこない）ことと音が軽いのが特徴。『太陽のSEASON / 安室奈美恵』はこちらの曲調に近い。
BOLERO RHAPSODY (1995, DOUB-1016)
アルバム『SEASON』収録。
BIGGEST LOVE (1995, DOUB-1017 A面)
アルバム『SEASON』収録。
SEVENTIES (1996)
『SUPER EUROBEAT VOL.69』収録。MEGA NRG MANの同名曲カバーだが、オリジナルとは違いポップス志向のアレンジとなっている。また、MAXがカヴァーしているヴァージョンでもある。
I LOVE YOU BABE (1996, ABEAT-1251 A面)
『MAHARAJA NIGHT EURO FIRE VOL.25』収録。それまでの作風と異なり、BPM158という高速志向の楽曲。リミックスも制作された。
UP SIDE DOWN (1997, ABEAT-1244 A面)
『EURO FIRE VOL.26』収録。
DANCING QUEEN (1996, ABEAT-1230)
『SUPER EUROBEAT VOL.74』収録。アニメ「頭文字D」の挿入歌として採用されている。リミックスも制作された。
KANPAI KANPAI JAPAN (1997, ABEAT-1244 B面)
『SUPER EUROBEAT VOL.84』収録。
BIG IN JAPAN(1996)
『SUPER EUROBEAT VOL.87』収録。
ONE FOR YOU ONE FOR ME(1999, ABEAT-1999 B面)
『SUPER EUROBEAT VOL.92』収録。
TWIST & SHOUT
『SUPER EUROBEAT VOL.97』収録。
WINNIE THE POOH
『EUROBEAT DISNEY』収録。
1999(1999, ABEAT-1999 A面)
『SUPER EUROBEAT VOL.101』収録。
NIGHT FLIGHT TO VENUS
『SUPER EUROBEAT VOL.105』収録。
FUN FUN PHARAOH
『SUPER EUROBEAT VOL.112』収録。
COME INTO MY SCHOOL
『SUPER EUROBEAT VOL.126』収録。
FLY INTO THE MOONLIGHT
『SUPER EUROBEAT VOL.136』収録。
WAKE ME UP
『SUPER EUROBEAT VOL.145』収録。
BOOGIE BOOGIE
『SUPER EUROBEAT VOL.153』収録。
SAY YOU'LL BE THERE
『SUPER EUROBEAT VOL.173』収録。
DANCE
『SUPER EUROBEAT VOL.181』収録。ヴォーカルがANNERLEY GORDONに。
SPEEDY RUNNER
『SUPER EUROBEAT VOL.182』収録。
COME ON UP
『SUPER EUROBEAT VOL.184』収録。
GO GO GO BABY GO
『SUPER EUROBEAT VOL.185』収録。
DANCE EUROPE EXPRESS
『SUPER EUROBEAT presents 頭文字D Fifth Stage D Selection Vol.2』収録。